# Campionati africani di judo 2018
I Campionati africani di judo 2018 sono stati la 27ª edizione della competizione organizzata dalla African Judo Union.
Si sono svolti ad Tunisi, in Tunisia, dal 12 al 15 aprile 2018.

## Partecipanti
Hanno partecipato ai campionati 176 judoka in rappresentanza di 25 federazioni affiliate all'African Judo Union.
- Algeria (18)
- Angola (5)
- Benin (2)
- Botswana (3)
- Burundi (10)
- Camerun (26)
- Capo Verde (5)
- Ciad (4)
- RD del Congo (4)
- Egitto (14)
- Gabon (6)
- Ghana (1)
- Guinea (4)
- Guinea-Bissau (1)
- Costa d'Avorio (9)
- Libia (5)
- Madagascar (1)
- Mauritius (5)
- Marocco (16)
- Mozambico (7)
- Niger (1)
- Senegal (10)
- Sudafrica (7)
- Togo (4)
- Tunisia (18)

## Medagliere
| Pos.   | Paese        | Oro | Argento | Bronzo | Totale |
| ------ | ------------ | --- | ------- | ------ | ------ |
| 1      | Tunisia      | 5   | 4       | 6      | 15     |
| 2      | Algeria      | 4   | 3       | 9      | 16     |
| 3      | Marocco      | 4   | 4       | 3      | 11     |
| 4      | Egitto       | 3   | 4       | 3      | 9      |
| 5      | Senegal      | 0   | 2       | 2      | 4      |
| 6      | Camerun      | 0   | 0       | 3      | 3      |
| 6      | Sudafrica    | 0   | 0       | 3      | 3      |
| 7      | RD del Congo | 0   | 0       | 1      | 1      |
| 7      | Angola       | 0   | 0       | 1      | 1      |
| 7      | Gabon        | 0   | 0       | 1      | 1      |
| Totale | Totale       | 16  | 16      | 32     | 64     |

## Podi

### Uomini
| Evento        | Oro                      | Argento                 | Bronzo                                   |
| fino a 60 kg  | Issam Bassou             | Fraj Dhuibi             | Moussa Diop Rabahi Salim                 |
| fino a 66 kg  | Mohamed Abdelmawgoud     | Ahmed Abelrahman        | Imad Bassou Houd Zourdani                |
| fino a 73 kg  | Fethi Nourine            | Mohamed Mohyeldin       | Acácio Quifucussa Ahmed El Meziati       |
| fino a 81 kg  | Mohamed Abdelaal         | Achraf Moutii           | Abdelaziz Ben Ammar Abdelrahman Mohamed  |
| fino a 90 kg  | Abderrahmane Benamadi    | Oussama Mahmoud Snoussi | Ali Hazem Eyale Le Beau                  |
| fino a 100 kg | Ramadan Darwish          | Lyès Bouyacoub          | Bilal Belhimer Anis Ben Khaled           |
| oltre 100 kg  | Faicel Jaballah          | Mbagnick Ndiaye         | Mustapha Abdallaoui Mohammed Amine Tayeb |
| Open          | Mohamed Sofiane Belrekaa | Maisara Elnagar         | Faicel Jaballah Dieudonne Dolassem       |

### Donne
| Evento       | Oro                     | Argento          | Bronzo                                         |
| fino a 48 kg | Olfa Saoudi             | Aziza Chakir     | Hadjer Mecerem Geronay Whitebooi               |
| fino a 52 kg | Fatima Zahra El Qorachi | Hela Ayari       | Faiza Aissahine Meriem Moussa                  |
| fino a 57 kg | Soumiya Iraoui          | Lamiaa Alzenan   | Nesria Jlassi Ghofran Khelifi                  |
| fino a 63 kg | Meriem Bjaoui           | Sofia Belattar   | Imene Agouar Amina Belkadi                     |
| fino a 70 kg | Assmaa Niang            | Souad Bellakehal | Nihel Bouchoucha Karene Agono Wora             |
| fino a 78 kg | Kaouthar Ouallal        | Sarra Mzougui    | Unelle Snyman Alaa Hamed                       |
| oltre 78 kg  | Nihel Cheikh Rouhou     | Sonia Asselah    | Monica Sagna Hortence Vanessa Mballa Atangana  |
| Open         | Nihel Cheikh Rouhou     | Monica Sagna     | Unelle Snyman Hortence Vanessa Mballa Atangana |